# Cornelius Schilder
Cornelius Schilder (Westwoud, 19 settembre 1941) è un vescovo cattolico e missionario olandese, dal 1º agosto 2009 vescovo emerito di Ngong.

## Biografia
Cornelius Schilder è nato a Westwoud il 19 settembre 1941.

### Formazione e ministero sacerdotale
Ha studiato filosofia nel collegio della Società missionaria di San Giuseppe di Mill Hill a Roosendaal e quindi teologia al collegio St. Joseph di Mill Hill a Londra.
Il 29 giugno 1968 è stato ordinato presbitero per la Società missionaria di San Giuseppe di Mill Hill. Dopo l'ordinazione, nel 1968, ha seguito un corso annuale in preparazione al lavoro missionario in una scuola agraria nei Paesi Bassi. È stato quindi formatore nel seminario minore del suo ordine a Tilburg dal 1969 al 1970. Giunto in Kenya, ha ricoperto vari incarichi nelle diocesi di Ngong e in quella di Garissa dal 1971 al 1982. In seguito è stato parroco della parrocchia di Lamek e responsabile del centro di inculturazione per il popolo Masai dal 1982 al 1986, segretario del vescovo di Ngong, amministratore diocesano, membro del collegio dei consultori dal 1987 al 1991, parroco di Tarassa, nel distretto di Malindi, oggi diocesi, dal 1992 al 1998, vice-superiore regionale del suo ordine nell'Africa orientale dal 1998 al 2000 e superiore regionale del suo ordine nell'Africa orientale dal 2000 alla nomina episcopale.

### Ministero episcopale
Il 23 novembre 2002 papa Giovanni Paolo II lo ha nominato vescovo di Ngong. Ha ricevuto l'ordinazione episcopale il 25 gennaio successivo dall'arcivescovo Giovanni Tonucci, nunzio apostolico in Kenya, co-consacranti il vescovo emerito di Ngong Colin Cameron Davies e l'arcivescovo coadiutore di Nyeri John Njue.
Nel novembre del 2007 ha compiuto la visita ad limina.
In seno alla Conferenza episcopale del Kenya è stato presidente del comitato finanziario.
Il 1º agosto 2009 papa Benedetto XVI ha accettato la sua rinuncia al governo pastorale della diocesi. Un anno e mezzo dopo si è saputo che i reali motivi delle dimissioni erano accuse di abusi sessuali su minori. Monsignor Schilder però non è mai stato oggetto di indagini o di processi penali. Secondo un articolo del Daily Nation, un ex-chierichetto kenyano ha testimoniato d'essere stato più volte abusato dal vescovo e di aver poi ricevuto, in cambio del silenzio, un pezzo di terra.
https://www.bishop-accountability.org/news2011/05_06/2011_05_27_Liguori_SexAbuse.htm
.
Nel 2013 è stato accusato di aver abusato sessualmente di un giovane seminarista nei primi anni '90.
Attualmente monsignor Schilder vive nella casa del suo ordine a Oosterbeek, nei Paesi Bassi. Non celebra messe in pubblico e non esercita attività pastorali.

## Genealogia episcopale
La genealogia episcopale è:
- Cardinale Scipione Rebiba
- Cardinale Giulio Antonio Santori
- Cardinale Girolamo Bernerio, O.P.
- Arcivescovo Galeazzo Sanvitale
- Cardinale Ludovico Ludovisi
- Cardinale Luigi Caetani
- Cardinale Ulderico Carpegna
- Cardinale Paluzzo Paluzzi Altieri degli Albertoni
- Papa Benedetto XIII
- Papa Benedetto XIV
- Papa Clemente XIII
- Cardinale Enrico Benedetto Stuart
- Papa Leone XII
- Cardinale Chiarissimo Falconieri Mellini
- Cardinale Camillo Di Pietro
- Cardinale Mieczysław Halka Ledóchowski
- Cardinale Jan Maurycy Paweł Puzyna de Kosielsko
- Arcivescovo Józef Bilczewski
- Arcivescovo Bolesław Twardowski
- Arcivescovo Eugeniusz Baziak
- Papa Giovanni Paolo II
- Arcivescovo Giovanni Tonucci
- Vescovo Cornelius Schilder, M.H.M.